# 6243 Yoder
6243 Yoder (1990 OT3) là một tiểu hành tinh vành đai chính được phát hiện ngày 27 tháng 7 năm 1990 bởi H. E. Holt ở Đài thiên văn Palomar.